# Zyginama pallenta
Zyginama pallenta är en insektsart som först beskrevs av Beamer 1929.  Zyginama pallenta ingår i släktet Zyginama och familjen dvärgstritar. Inga underarter finns listade i Catalogue of Life.